# Yoshikazu Fujita
Pour les articles homonymes, voir Fujita.

a Compétitions nationales et continentales officielles uniquement.

b Matchs officiels uniquement.
Dernière mise à jour le 12 juillet 2022.
Yoshikazu Fujita (藤田慶和, Fujita Yoshikazu), né le 28 septembre 1993 à Kyoto (Japon), est un joueur de rugby à XV et rugby à sept international japonais évoluant aux postes d'ailier ou arrière au Mie Honda Heat depuis 2022. Il mesure 1,84 m pour 93 kg.

## Carrière

### En club
Yoshikazu Fujita a commencé par évoluer en championnat japonais universitaire avec son club de l'Université Waseda entre 2012 et 2016.
En parallèle à sa carrière en club, il rejoint en 2015 la prestigieuse franchise néo-zélandaise des Crusaders qui évolue en Super Rugby,. Il ne dispute pas le moindre match de Super Rugby, et doit se contenter de s'entraîner avec le groupe d'entraînement élargi. Il quitte la franchise à la fin de la saison.
Il a fait réellement ses débuts professionnels en 2016 avec le club des Panasonic Wild Knights situé à Ōta et qui évolue en Top League.
En juillet 2018, il rejoint en cours de saison la franchise japonaise des Sunwolves pour la fin de leur saison de Super Rugby. Il joue son unique match le 13 juillet 2018 contre les Queensland Reds, et quitte la franchise à la fin de la saison,.
Avec les Wild Knights, il ne joue pas entre 2019 et 2022 à cause de ses sélections avec l'équipe nationale à sept. Il fait son retour avec son club (entre-temps renommé Saitama Wild Knights) en mars 2022, et joue un seul match dans la nouvelle League One. Il décide ensuite de quitter le club au terme de la saison.

### En équipe nationale
Yoshikazu Fujita obtient sa première cape internationale avec l'équipe du Japon le 5 mai 2012 à l’occasion d’un match contre l'équipe des Émirats arabes unis à Fukuoka. Il devient ce jour-là le plus jeune joueur à jouer avec l'équipe du Japon, en étant alors âgé de 18 ans et 210 jours (battant ainsi le record de Christian Loamanu). Il marque également six essais lors de cette première sélection.
Il fait partie du groupe japonais choisi par Eddie Jones pour participer à la coupe du monde 2015 en Angleterre,. Il dispute qu'un seul match lors du tournoi, face aux États-Unis.
Après le mondial, il n'entre pas dans les plans du nouveau sélectionneur Jamie Joseph, et n'obtient ses dernière sélections en 2017.
Il joue également avec l'équipe du Japon de rugby à sept à partir de 2011. Il devient joueur à plein temps avec cette équipe à partir de 2018, et participe aux Jeux olympiques de Tokyo en 2021,.

## Palmarès

### En club
- Finaliste de la Top League en 2017 et 2018 avec les Wild Knights.
- Vainqueur de la League One en 2022 avec les Wild Knights.

### En équipe nationale
- Vainqueur du Championnat d'Asie de rugby à XV en 2012, 2013, 2014 et 2015.

- Participation aux Jeux olympiques de Tokyo en 2021 avec l'équipe du Japon de rugby à sept.

## Statistiques
- 31 sélections avec le Japon entre 2012 et 2017[3].
- 130 points (26 essais)
- Participations à la coupe du monde 2015 (1 match).